# Baroniet Conradsborg
Baroniet Conradsborg var et dansk baroni nær Ringsted oprettet 2. august 1743 af Ide Margrethe Reventlow for baron Christian Frederik Knuth, hans ægte livsarvinger af begge køn, og "naar ingen af dennem tilofvers er, tilfalder Lehnet hans Broder, Baron Conrad Ditlev Knuth, hans ægte Livs-Arvinger og derisz Ægte Descendenter af begge Kjøn, efter dem
- a. Grev Eggert Christopher Knuth, hans Afkom,
- b. Grevinde Sophia Magdalena Knuth, gift med Kammerherre Georg Frederik v. Holstein, og hendes ægte Afkom af begge Kjøn,
- c. Grevinde Frederikke Knuth, gift med Baron Wilhelm Güldencrone, og ægte Afkom af begge Kjøn."[2]

Baroniet Conradsborg bestod af hovedgårdene Sørup, Sandbygård og Rosengård, syv landsbykirker og mere end 800 tønder hartkorn bøndergods. Baroniet blev ifølge bevilling af 26. oktober 1792 solgt ved auktion for at fremskaffe kapital til et fideikommis, der var blevet oprettet 1797.
Af købesummen blev et præcipuum af 100,702 kr. og 37 øre forbeholdt lensbesidderen og de rette lenssuccessorer. Det øvrige af fideikommiscapitalen, 256,897 kr. og 68 øre, blev i henhold til kgl. resolution af 31. marts 1864 fordelt som fri ejendom mellem descendenterne af baron Adam Christopher Knuth (1759-1807), og hustru Juliane Marie baronesse Brockdorff.

## Besiddere af lenet
- (1743-1797) Conrad Ditlev Knuth

Senere titulære lensbaroner:
- (1797-1805) Conrad Ditlev Knuth
- (1805-1807) Adam Christopher Knuth
- (1805-1815) Carl Conrad Gustav Knuth
- (1815-1855) Carl Conrad Gustav Knuth
- (1855-1908) Carl Wilhelm Emil Knuth
- (1908-1916) Wilhelm Emil Gustav Knuth
- (1916-1943) Axel Carl Erik Knuth